# Grüner Nackenstachler

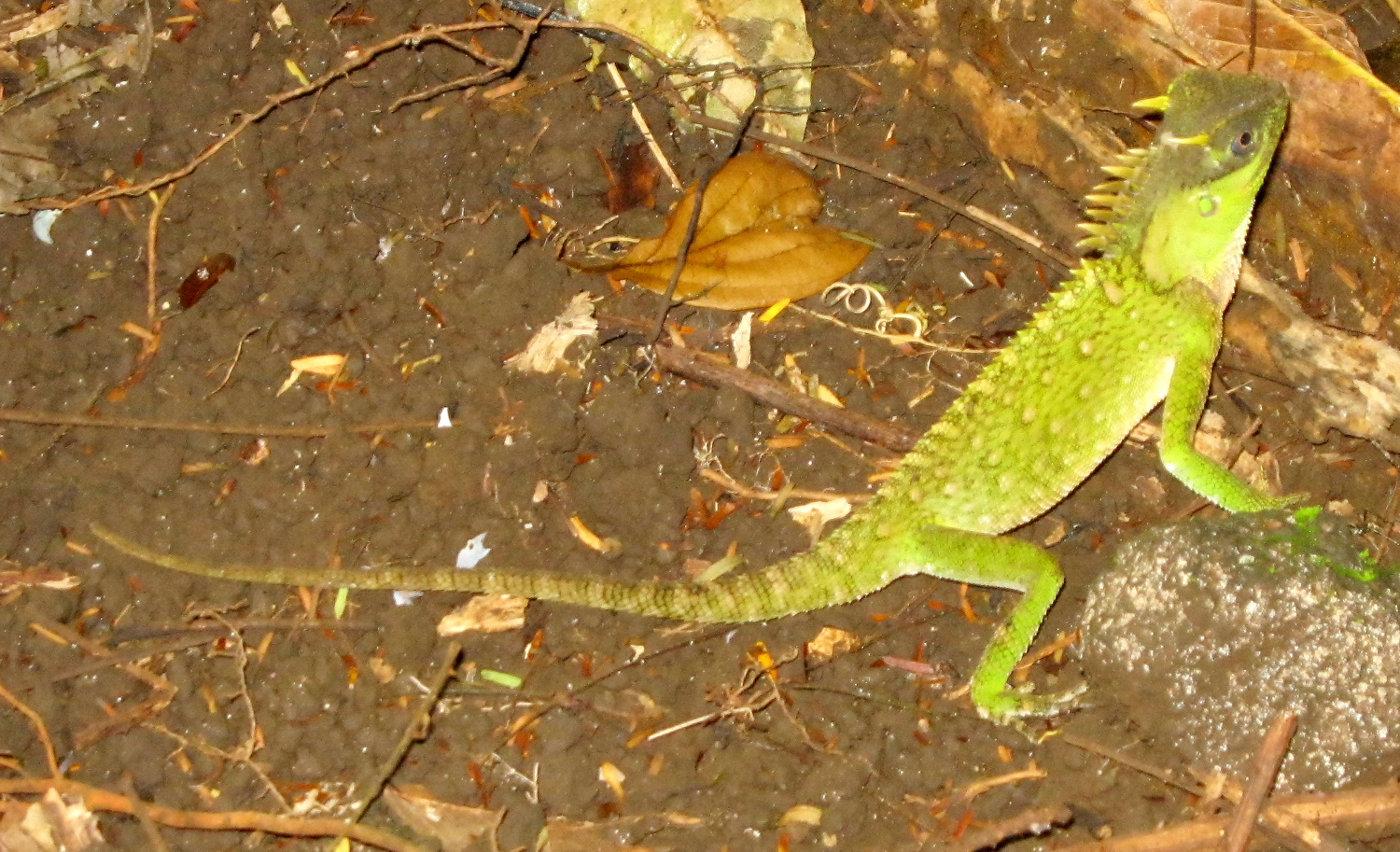
Acanthosaura capra im Nationalpark Cát Tiên (2010)

Der Grüne Nackenstachler (Acanthosaura capra) ist ein Vertreter der Agamen (Agamidae), dessen Lebensraum in Südostasien (Kambodscha, Laos und Vietnam) liegt.

## Merkmale
Das ausschlaggebende Merkmal für die Gattung Acanthosaura sind die ausgeprägten Stacheln im Nacken, über die auch der Grüne Nackenstachler verfügt. Diese sind von einem weniger ausgeprägten Rückenkamm klar abgetrennt. Auch über den Augen ist beim Grünen Nackenstachler je ein Stachel zu sehen. Diesen kann er verlieren, jedoch nicht mehr regenerieren. Acanthosaura capra hat eine oliv-grüne Grundfärbung, auf der ein braunes Muster zu sehen ist. Diese Färbung tarnt ihn an Baumstämmen optimal. Bei Stress ist der ganze Körper braun gefärbt. Die Augen sind bei gesunden Tieren klar und orange/braun mit einer runden, schwarzen Pupille.
Die Kopf-Rumpf-Länge (KRL) des Männchens beträgt 12 cm, die Gesamtlänge bis 30 cm. Die Weibchen sind mit einer KRL von 13 cm und einer Gesamtlänge bis 32 cm etwas größer. Das Männchen hat einen gelblichen Kehlsack, den man nur bei Drohhaltung zu sehen bekommt. Außerdem hat er, im Gegensatz zum Weibchen, unterhalb der Augen ein gelb-grünes Band und Verdickungen seitlich des Schwanzes.

## Vorkommen
Der Grüne Nackenstachler lebt in den dichten, eher kühlen Wäldern Südostasiens in Kambodscha, Laos und Vietnam. Dort hält er sich im oberen Bereich der Bäume auf. Er bevorzugt den Schutz der Blätter, sucht weder direktes Sonnenlicht noch Regen. Häufig lebt er in der Nähe von Gewässern, wo er auch taucht und schwimmt.

## Lebensweise
Der Grüne Nackenstachler ist in freier Natur scheu. Statt anzugreifen, ergreift er die Flucht oder dreht sich einfach auf die andere Seite des Baumstamms, wenn er entdeckt wird. Nur in ausweglosen Situationen droht er einem Angreifer mit Aufreißen des Mauls und aufstellen des Kehlsacks. 
Acanthosaura capra verweilt oft lange an derselben Position und bewegt sich eher wenig. Er hängt an senkrechten Ästen, verweilt nicht gerne waagrecht. Sie sind häufig direkt unterhalb der Baumkronen zu finden, da sie da geschützt vor Sonne und Regen sind.
Wie die meisten Agamen, erkennen sie nur fließendes Wasser und suchen dieses auf, um zu trinken, aber auch um darin zu baden und zu jagen. Sie sind ausgezeichnete Schwimmer und Taucher.

## Fortpflanzung
Das Balz- und Paarungsverhalten ist für Echsen typisch: Das Männchen nickt von erhöhter Position aus mit dem Kopf und präsentiert seine leuchtenden Kehlsack um Aufmerksamkeit auf sich zu ziehen. Wenn eine Partnerin gefunden ist erfolgt der Nackenbiss und darauf die Paarung. Nach einem Monat beginnt das Weibchen dann zu graben und 10 – 15 Eier in ein ca. 10 cm tiefes Loch zu legen. Nach ungefähr einem halben Jahr schlüpfen dann die Jungtiere.

## Ernährung
Der Grüne Nackenstachler hat ein vielseitiges Nahrungsspektrum. Er ernährt sich aber ausschließlich karnivor. Bevorzugt werden wurmartige Tiere wie Regenwürmer und diverse Insektenlarven. Auch jedes andere Insekt wird gefressen, allerdings jagt der Grüne Nackenstachler nicht aktiv Fluginsekten nach. Auch kleinere Echsen und Amphibien, sowie nestjunge Säuger werden gerne gefressen. Bei seinen Tauchgängen macht er außerdem Jagd auf Fisch. Beim Fressen kommt die nahe Verwandtschaft von Agame und Chamäleon zum Vorschein: Der Grüne Nackenstachler fixiert das Futtertier mit beiden Augen und streckt die Zunge heraus, was sehr der Position eines Chamäleons kurz vor dem Abschuss der Zunge ähnelt. Statt die Zunge zu schießen, läuft er jedoch einfach auf das Tier zu und befördert es mit der klebrigen Zunge in den Mund.

## Haltung im Terrarium

### Allgemein
Acanthosaura capra wird leider häufig zum Verkauf angeboten, ohne dass der potentielle Kunde weiß, was auf ihn zukommt. Die Tiere brauchen ein Terrarium von mindestens 140 × 70 × 170 cm (l × b × h) Größe. Dazu muss ein Wasserteil vorhanden sein, der mindestens einen Viertel der Grundfläche einnehmen sollte, sowie ein Wasserfall bzw. Wasserlauf als Trinkmöglichkeit. Auf diese Vorkehrungen kann man auf keinen Fall verzichten; da die Nackenstachler nur fließendes Wasser erkennen, sind sie für ihn lebensnotwendig.

### Futter
Bei Terrarienhaltung muss das Futter unbedingt supplementiert (=ergänzt) werden. Zum einen müssen sie mit Kalzium (für gesunden Knochenaufbau), zum anderen mit Vitaminen angereichert werden. Dies erreicht man am besten durch Bestäuben mit entsprechenden Präparaten. Häufig wird geriebene Sepiaschalte für den Kalziumbedarf und Korvimin oder Herpetal für den Vitaminhaushalt empfohlen. Außerdem müssen die Futtertiere mit Früchten und Gemüse angefüttert (=Gut Loading) werden. Im Darm der Futterinsekten wird das Obst (bzw. Gemüse) aufgespalten. Wenn der Nackenstachler das Tier frisst, gehen die Vitamine auf ihn über.

### Bodengrund
Der beste Bodengrund ist Walderde. Darin befinden sich schon viele kleine Organismen, die beim Putzen des Terrariums helfen. Zusätzlich können noch im Fachhandel erhältliche weiße Asseln, sowie tropische Springschwänze zum Bodengrund gegeben werden. Die sind sich eher das tropische Klima gewohnt. Sie fressen Kot, Futtertier- und Pflanzenreste und Schimmel. Ihre Ausscheidungen dienen den Pflanzen als Dünger, so ist jeder künstliche Dünger überflüssig. Der Bodengrund sollte relativ tief sein, da die Weibchen ihre Eier darin vergraben. Außerdem sollte er stets feucht, aber nicht nass sein. Es empfiehlt sich, Blähtonkugeln zu unterst in das Terrarium zu geben. Darauf kommt ein Gartenvlies und darauf die Erde. So wird Staunässe verhindert.

### Bepflanzung
Das Terrarium sollte reichlich bepflanzt sein. In das Terrarium dürfen alle Zimmerpflanzen aus dem Gartenhandel. Wichtig ist jedoch, jede Pflanze zuerst zuhause aus dem Topf zu nehmen, Erde oder Blähtonkugeln zu entfernen und die ganze Pflanze sehr gut abzuduschen, um Dünge- oder andere giftige Mittel abzuwaschen. Empfohlene Arten sind zum Beispiel Ficus- und Efeuarten. Diese Pflanzen sind dicht, haben viele Blätter und klettern die Äste hoch, was auch zu einer Bepflanzung im hohen Bereich des Terrariums führt. Bei dieser Art auch noch zu empfehlen, sind kleine palmenähnliche Bäume. Zum Beispiel gewisse Dracenae (Drachenbaum) Arten. Diese haben schon einen Stamm, den die Nackenstachler auch zum Klettern verwenden können, und eine Baumkrone, die die Tiere vor dem Licht schützt. In das Terrarium gehören außerdem viele senkrechte, verzweigte Äste. Der Astumfang sollte mindestens den Körperumfang des Nackenstachlers betragen. Glatte Äste oder andere glatte Oberflächen sind nicht von Nutzen, da die Nackenstachler Krallen haben, mit denen sie sich festhalten. Deshalb ist auch der Einbau einer Rückwand, aus einem eher weichen Material (z. B. Kork) als weitere Klettermöglichkeit von Vorteil, oder aber eine aus Styropor selber gebaute (dementsprechend versiegelte) Rückwand.

### Klima
Die Grünen Nackenstachler bevorzugen tiefere Temperaturen als viele anderen Regenwaldbewohner. Außerdem mögen sie keine direkte Lichtbestrahlung. Da die Wattstärke usw. von Größe, Material und anderen Einflüssen auf das Terrariums abhängen, kann man dazu keine konkreten Zahlen nennen. Es sollte dafür gesorgt werden, dass ein Temperaturgefälle von oben nach unten entsteht. Am wohlsten fühlen sich die Grünen Nackenstachler bei Temperaturen um 25 °C. Die wärmsten Orte sollten 27 °C sein. Ein lokaler Sonnenplatz von bis zu 30 °C sollte trotzdem vorhanden sein. In der Nacht ist eine Temperaturabsenkung auf 18–20 °C nötig. Ebenfalls über die Beleuchtung muss natürlich die UV-Zufuhr geregelt sein. UV-B ist dabei besonders wichtig, um einen stabilen Knochenbau zu erreichen und Rachitis zu verhindern. 
Tagsüber sollte die Luftfeuchtigkeit zwischen 60 und 80 % betragen, nachts zwischen 90 und 100 %. Der Tages-Nacht Rhythmus sollte 12 Stunden betragen. Die Klimaveränderung von Tag und Nacht sind sehr wichtig für das Tier. Sowohl Beleuchtung als auch Beregnung kann alles über Zeitschaltuhr und Regenanlage gesteuert werden. Eine Winterruhe kann realisiert werden, indem man die Beleuchtung minimiert und für ca. 8 Wochen nicht mehr füttert.